# Kommersant
Kommersant (tiếng Nga: Коммерса́нтъ, IPA: [kəmʲɪrˈsant], các doanh nhân , thường được rút ngắn Ъ) là tờ báo kinh tế thương mại đầu tiên của Nga. Năm 2005, tổng số phát hành của báo là 131.000 bản/kỳ. Nhiều người cho rằng Kommersant là tờ báo khá giống với tờ The Guardian (Người bảo vệ) ở Anh: vừa có các chuyên mục về kinh tế, chính trị, nghệ thuật, văn hoá, thể thao, vừa có những dạng bài khá động chạm riêng tư.
Bên cạnh đó, nhiều người vẫn cho rằng Kommersant thể hiện quan điểm chính trị của ông chủ của nó là Boris Berezovky. Tuy nhiên các nhà báo của Kommmersant thì lại luôb bộc lộ quan điểm tự do báo chí rất cao. Bởi vậy có thể nói ảnh hưởng của Berezovky đối với tờ báo của ông ta cũng có giới hạn.
Tờ báo cũng nhiều lần bị cảnh cáo vì những bài báo có quan điểm chỉ trích Chính phủ của Tổng thống Putin, đặc biệt là những bài báo đề cập đến Đảng Bônsêvích.